# Stéphane M'Bia
Stéphane M'Bia Etoundi (Yaundé, Camerún, 20 de mayo de 1986) es un futbolista camerunés, nacionalizado francés, que juega de centrocampista o defensa. Ha sido internacional con la selección de Camerún, de la que fue capitán.

## Trayectoria

### Stade Rennais
Nacido en Yaundé, M'Bia hizo su debut con el Stade Rennais durante la temporada 2005-06, pasando a hacer un puñado de apariciones. El camerunés anotó su primer gol de la Ligue 1 con el club en noviembre de 2006 contra el campeón francés, el Olympique de Lyon.
El 18 de abril de 2007 fue objeto de burla por el jugador del Lyon Milan Baroš. Esto dio lugar a las acciones disciplinarias tomadas contra Baroš por la Federación Francesa de Fútbol. La Federación posteriormente dictaminó que Milan Baroš era culpable de los comentarios a M'Bia, aunque no se hicieron en un contexto racial.

### Olympique de Marsella
El 14 de julio de 2009 completó su traslado al Olympique de Marsella desde el Rennes por una cantidad de 10,400,000 euros, pasando a desempeñar un papel vital en la victoriosa campaña del Marsella en la Ligue 1. Esa temporada, comenzó como volante defensivo para después hacer la transición a la posición de defensa central junto con el recién fichado jugador del Charlton Athletic, Souleymane Diawara. Su reconversión al centro de la zaga fue un éxito ya que jugó el resto de la temporada en esta posición, donde fue considerado como uno de los mejores en su puesto, entrenado por Didier Deschamps, al mismo tiempo de realizar una pareja impresionante junto con Diawara. Sus siguientes campañas no fueron tan exitosas, y el equipo lo notó ya que ambos no rindieron al nivel esperado.

### Queens Park Rangers
El 31 de agosto de 2012 firmó un contrato de dos años con el club inglés Queens Park Rangers, de la Premier League.
El 27 de octubre de 2012 fue expulsado diecisiete minutos antes del final de su cuarta aparición en Liga con el QPR, en una derrota por 1-0 ante el Arsenal en el Emirates Stadium. Fue despedido en el minuto 79 por conducta violenta de faltas al defensor Thomas Vermaelen. M'Bia recibió una sanción de tres partidos de la FA, y se perdió los partidos de la liga frente al Reading, Stoke City y Southampton. El 6 de mayo de 2013 había tuiteado a Joey Barton, pedirle salir del club después del descenso de éstos a la Football League Championship.

### Sevilla F. C.
El 26 de agosto de 2013 fue cedido al Sevilla F. C. para la temporada 13-14 con una cláusula de compra de unos 4 millones de euros al finalizar la misma. Hizo su debut con el Sevilla el 1 de septiembre proporcionando una asistencia a Kevin Gameiro para el primer gol de un empate a 2 ante el Málaga C. F. Su primer gol fue en la goleada por 4-0 en el derbi ante el Real Betis, el 29 de noviembre.
El 1 de mayo de 2014 dio el pase a la final de la Liga Europa al Sevilla F. C. con un gol en el minuto 94 de juego en Mestalla ante el Valencia C. F., que permite al club hispalense jugar su tercera final europea. En dicha final, el 14 de mayo de 2014, ante el S. L. Benfica y tras acabar el partido 0-0, M'Bia fue uno de los cuatro jugadores sevillistas que anotó un penalti en la tanda que acabó ganando el Sevilla F. C. por 4-2. El 31 de agosto de 2014 firmó un contrato con el club hasta el 30 de junio de 2015.

### Trabzonspor
El 2 de julio de 2015 se confirmó su traspaso al Trabzonspor de la Superliga de Turquía por tres años.

### Hebei China Fortune
El 29 de enero de 2016 firmó por el equipo chino Hebei China Fortune del que se desvinculó el 2 de marzo de 2018.

### Toulouse
Tras unos meses sin equipo, el 17 de agosto de 2018 se hizo oficial su vuelta a Francia firmando una temporada por el Toulouse F. C. Debido a la escasez de minutos, en enero de 2019 club y jugador decidieron rescindir el contrato de mutuo acuerdo.

### Regresos a China, España y Turquía
Una vez libre, el 3 de febrero de 2019 se hizo oficial su vuelta a China para jugar en el Wuhan Zall.
El 24 de enero de 2020 se hizo oficial su fichaje por el Shanghái Shenhua. Tras una temporada en el equipo, en abril de 2021 se hizo oficial su vuelta al Wuhan F. C.
Esta segunda etapa en Wuhan duró pocos meses, y el 31 de agosto del mismo año regresó a España para jugar en el C. F. Fuenlabrada. El 21 de enero de 2022 rescindió su contrato con el club después de haberlo solicitado por motivos personales. Entonces volvió a Turquía tras comprometerse con el Tuzlaspor hasta junio de 2023.

## Selección nacional

### Participaciones en Copas del Mundo
| Copa              | Sede      | Resultado    | Partidos | Goles |
| ----------------- | --------- | ------------ | -------- | ----- |
| Copa Mundial 2010 | Sudáfrica | Primera fase | 3        | 0     |
| Copa Mundial 2014 | Brasil    | Primera fase | 3        | 0     |

### Participaciones en Copa Africana de Naciones
| Copa                           | Sede              | Resultado        | Partidos | Goles |
| ------------------------------ | ----------------- | ---------------- | -------- | ----- |
| Copa Africana de Naciones 2008 | Ghana             | Subcampeón       | 4        | 2     |
| Copa Africana de Naciones 2010 | Angola            | Cuartos de final | 1        | 0     |
| Copa Africana de Naciones 2015 | Guinea Ecuatorial | Primera fase     | 2        | 0     |

## Estadísticas

### Clubes
| Club                                 | Div.          | Temporada     | Liga  | Liga  | Copas nacionales | Copas nacionales | Copa de la Liga | Copa de la Liga | Torneos internacionales | Torneos internacionales | Otros | Otros | Total | Total |
| Club                                 | Div.          | Temporada     | Part. | Goles | Part.            | Goles            | Part.           | Goles           | Part.                   | Goles                   | Part. | Goles | Part. | Goles |
| ------------------------------------ | ------------- | ------------- | ----- | ----- | ---------------- | ---------------- | --------------- | --------------- | ----------------------- | ----------------------- | ----- | ----- | ----- | ----- |
| Stade Rennes F. C. Francia           | 1.ª           | 2004-05       | 1     | 0     | 1                | 0                | 1               | 0               | —                       | —                       | —     | —     | 3     | 0     |
| Stade Rennes F. C. Francia           | 1.ª           | 2005-06       | 22    | 0     | 4                | 0                | 1               | 0               | 3                       | 0                       | —     | —     | 30    | 0     |
| Stade Rennes F. C. Francia           | 1.ª           | 2006-07       | 30    | 1     | 0                | 0                | 2               | 0               | —                       | —                       | —     | —     | 32    | 1     |
| Stade Rennes F. C. Francia           | 1.ª           | 2007-08       | 25    | 3     | 0                | 0                | 2               | 0               | 4                       | 1                       | —     | —     | 31    | 4     |
| Stade Rennes F. C. Francia           | 1.ª           | 2008-09       | 27    | 0     | 5                | 1                | 1               | 0               | 2                       | 1                       | —     | —     | 35    | 2     |
| Stade Rennes F. C. Francia           | Total club    | Total club    | 105   | 4     | 10               | 1                | 7               | 0               | 9                       | 2                       | 0     | 0     | 131   | 7     |
| Olympique de Marsella Francia        | 1.ª           | 2009-10       | 27    | 2     | 1                | 0                | 2               | 0               | 7                       | 0                       | —     | —     | 37    | 2     |
| Olympique de Marsella Francia        | 1.ª           | 2010-11       | 26    | 1     | 1                | 0                | 4               | 0               | 6                       | 0                       | 1     | 0     | 38    | 1     |
| Olympique de Marsella Francia        | 1.ª           | 2011-12       | 15    | 2     | 1                | 0                | 2               | 0               | 5                       | 0                       | —     | —     | 23    | 2     |
| Olympique de Marsella Francia        | 1.ª           | 2012-13       | 1     | 0     | —                | —                | —               | —               | 3                       | 0                       | —     | —     | 4     | 0     |
| Olympique de Marsella Francia        | Total club    | Total club    | 69    | 5     | 3                | 0                | 8               | 0               | 21                      | 0                       | 1     | 0     | 102   | 5     |
| Queens Park Rangers F. C. Inglaterra | 1.ª           | 2012-13       | 29    | 0     | 2                | 0                | 1               | 0               | —                       | —                       | —     | —     | 32    | 0     |
| Sevilla F. C. · España               | 1.ª           | 2013-14       | 20    | 3     | 2                | 0                | —               | —               | 8                       | 2                       | —     | —     | 30    | 5     |
| Sevilla F. C. · España               | 1.ª           | 2014-15       | 23    | 4     | —                | —                | —               | —               | 13                      | 3                       | —     | —     | 36    | 7     |
| Sevilla F. C. · España               | Total club    | Total club    | 43    | 7     | 2                | 0                | —               | —               | 21                      | 5                       | —     | —     | 66    | 12    |
| Trabzonspor Turquía                  | 1.ª           | 2015-16       | 17    | 2     | —                | —                | —               | —               | 1                       | 0                       | —     | —     | 18    | 2     |
| Hebei China Fortune F. C. China      | 1.ª           | 2016          | 26    | 6     | 1                | 1                | —               | —               | —                       | —                       | —     | —     | 27    | 7     |
| Hebei China Fortune F. C. China      | 1.ª           | 2017          | 13    | 3     | 1                | 0                | —               | —               | —                       | —                       | —     | —     | 14    | 3     |
| Hebei China Fortune F. C. China      | Total club    | Total club    | 39    | 9     | 2                | 1                | —               | —               | —                       | —                       | —     | —     | 41    | 10    |
| Toulouse F. C. Francia               | 1.ª           | 2018-19       | 5     | 0     | 0                | 0                | 0               | 0               | —                       | —                       | —     | —     | 5     | 0     |
| Wuhan Zall F. C. China               | 1.ª           | 2019          | 24    | 0     | 0                | 0                | —               | —               | —                       | —                       | —     | —     | 24    | 0     |
| Shanghái Shenhua China               | 1.ª           | 2020          | 12    | 0     | 1                | 0                | —               | —               | 5                       | 0                       | —     | —     | 18    | 0     |
| Wuhan Zall F. C. China               | 1.ª           | 2021          | 5     | 1     | —                | —                | —               | —               | —                       | —                       | —     | —     | 5     | 1     |
| C. F. Fuenlabrada · España           | 2.ª           | 2021-22       | 10    | 0     | 2                | 0                | —               | —               | —                       | —                       | —     | —     | 12    | 0     |
| Tuzlaspor Turquía                    | 2.ª           | 2021-22       | ?     | ?     | ?                | ?                | —               | —               | —                       | —                       | —     | —     | ?     | ?     |
| Total carrera                        | Total carrera | Total carrera | 358   | 28    | 21               | 2                | 16              | 0               | 57                      | 7                       | 1     | 0     | 453   | 37    |

## Palmarés

### Títulos nacionales
| Título               | Club                  | País    | Año  |
| -------------------- | --------------------- | ------- | ---- |
| Copa de la Liga      | Olympique de Marsella | Francia | 2010 |
| Ligue 1              | Olympique de Marsella | Francia | 2010 |
| Copa de la Liga      | Olympique de Marsella | Francia | 2011 |
| Supercopa de Francia | Olympique de Marsella | Francia | 2011 |
| Copa de la Liga      | Olympique de Marsella | Francia | 2012 |

### Títulos internacionales
| Título                    | Club               | Sede       | Año  |
| ------------------------- | ------------------ | ---------- | ---- |
| Copa Intertoto de la UEFA | Stade Rennes F. C. | Simferópol | 2008 |
| Liga Europa de la UEFA    | Sevilla F. C.      | Turín      | 2014 |
| Liga Europa de la UEFA    | Sevilla F. C.      | Varsovia   | 2015 |

### Distinciones individuales
| Distinción                                        | Año        |
| ------------------------------------------------- | ---------- |
| Equipo del torneo de la Copa Africana de Naciones | 2008       |
| Equipo del año de la CAF                          | 2014       |
| Equipo ideal de la Liga Europa de la UEFA         | 2014, 2015 |